# Ibn Baki
Abu-Bakr Yahya ibn Àhmad o Abu-Bakr Yahya ibn Muhàmmad ibn Abd-ar-Rahman, més conegut com a Ibn Baqí fou un poeta andalusí dels segles xi i xii. És considerat cordovès, d'on ve que sigui anomenat també al-Qurtubí, però segurament va nàixer a Tulàytula, ja que alguns autors li donen la nisba at-Tulaytulí.
Se'n conserven diversos poemes cortesans, tot i que va destacar com a autor de muwaixxahat. Va morir vers 1145/1146 o 1150/1151.